# Jordan Maron
Jordan Maron, född 10 februari 1992, är en amerikansk Youtube-personlighet. Maron är i Youtubesammanhang känd under namnet CaptainSparklez och hans kanal består främst av Minecraft-relaterat innehåll.
Jordan Maron startade ursprungligen en spelkanal på YouTube för Call of Duty, då under namnet "ProsDONTtalkSHIT". År 2010 flyttade han över till det som numera är hans huvudkanal, CaptainSparklez. Hans nya kanal riktar främst in sig på spelet Minecraft. Maron lägger även upp olika "Let's Plays", "Survival Games" och andra typer av videor. Numera lägger han mest upp reddit reactions. Han är också känd för sina många musikparodier, däribland "Minecraft Style", en parodi på "Gangnam Style". Parodin blev väldigt uppmärksammad och enligt MSN hade videoklippet, endast inom ett par dagar, visats en miljon gånger. Videon refereras i flera teknik- och spelartiklar, bland annat av NBC, The Daily Telegraph och Huffington Post. I december 2012 hade klippet genererat 37 miljoner visningar.  
CaptainSparklez har 10 miljoner prenumeranter och har även en annan kanal under namnet "CaptainSparklez 2". Maron har tidigare jobbat för Machinima Inc. men är numera signerad av Maker Studios dotterbolag, Polaris.